# Frank Meyer (Politiker)

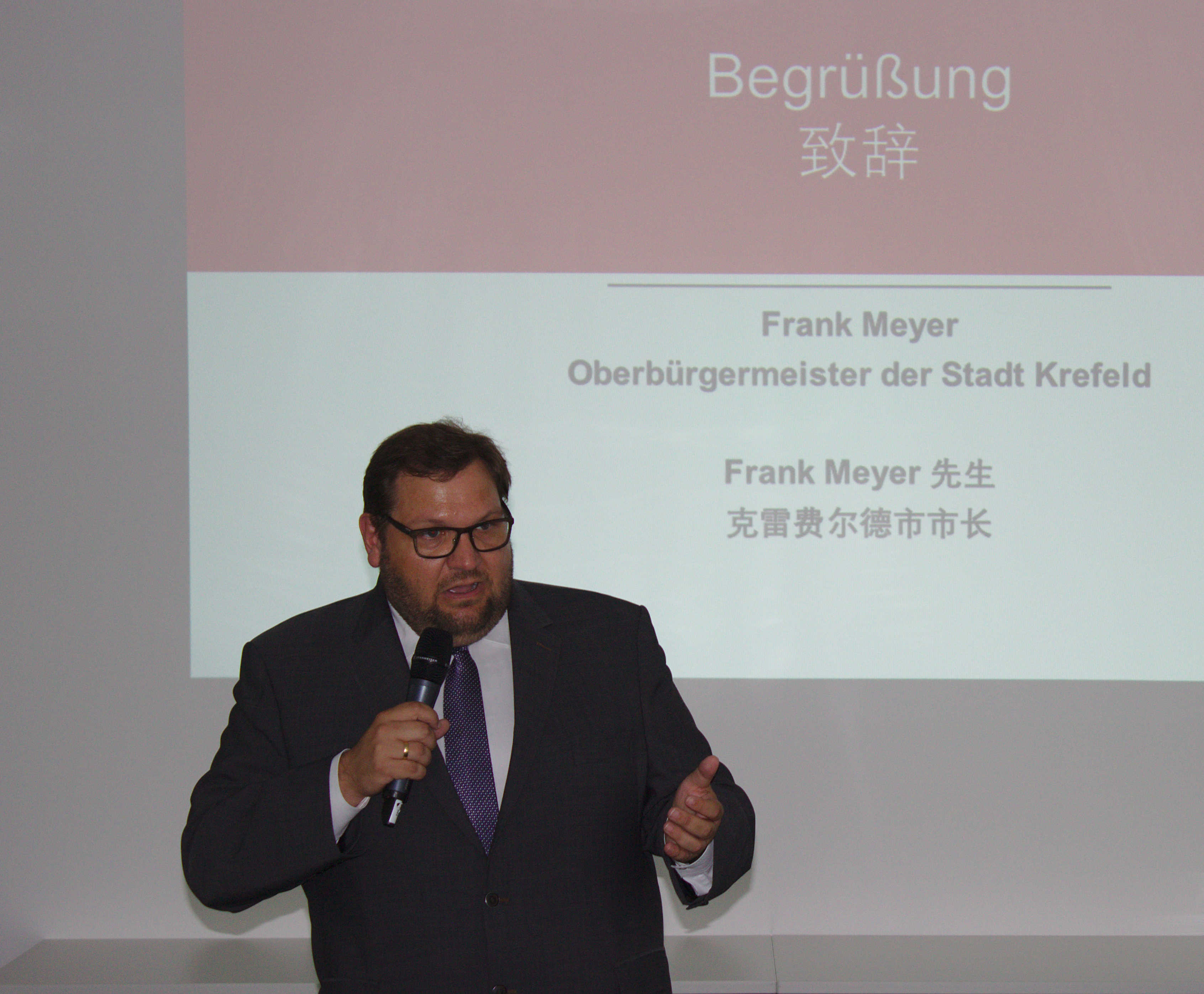
Frank Meyer (2019)

Frank Meyer (* 14. Juli 1974 in Krefeld) ist ein deutscher Politiker (SPD) und seit dem 21. Oktober 2015 Oberbürgermeister der nordrhein-westfälischen Stadt Krefeld.

## Leben
Meyers Großmutter wanderte mit ihrer Tochter aus dem schlesischen Breslau nach Krefeld ein und fand eine Anstellung als Sekretärin bei den Bayer-Werken in Uerdingen.
Sein Großvater väterlicherseits war ein Krefelder Samtweber aus dem Nordbezirk. In seiner Kindheit wohnten Frank Meyer und seine Eltern Richard und Christa in Uerdingen. Sein Vater engagierte sich in der Gewerkschaft.
In Uerdingen besuchte Frank Meyer zunächst die Grundschule Heinrichsschule und machte im Jahr 1994 das Abitur am Gymnasium am Stadtpark Uerdingen.
Nach einem Studium an der Fachhochschule für öffentliche Verwaltung mit dem Abschluss Diplom-Verwaltungswirt (FH) wurde Frank Meyer Beamter im Landesamt für Besoldung und Versorgung Nordrhein-Westfalen.
Seine dortige Stelle gab er aus freien Stücken auf, um in Düsseldorf und Duisburg zu studieren. Bei Professor Karl-Rudolf Korte schloss er sein Studium an der NRW School of Governance der Universität Duisburg-Essen als Master of Arts in Politikmanagement und Verwaltung ab. Danach arbeitete er als Leiter des Wahlkreis-Büros des SPD-Bundestagsabgeordneten Siegmund Ehrmann.

## Politik
Im Rahmen des Geschichtsunterrichts in der Jahrgangsstufe 11 beschäftigte sich Meyer mit der Reichstags-Rede des SPD-Vorsitzenden Otto Wels im März 1933 gegen das nationalsozialistische Ermächtigungsgesetz. Der Mut des Sozialdemokraten beeindruckte ihn und bewog ihn letztlich im Jahr 1992 zum Beitritt in die SPD.
Seit 1999 ist er Ratsmitglied in Krefeld und Mitglied in verschiedenen Ausschüssen. Meyer war ab 2009 Erster Bürgermeister der Stadt Krefeld. Als Vorsitzender leitete er die SPD Krefeld von 2012 bis 2015 und trat 2015 als Oberbürgermeisterkandidat an.
Seit 2022 ist er Vorsitzender der Sozialdemokratischen Gemeinschaft für Kommunalpolitik in Nordrhein-Westfalen und stellvertretender Bundesvorsitzender sowie Sprecher der SPD-Gruppe im Vorstand des Städtetags NRW.
Er fungiert außerdem als Präsident der Euregio Rhein-Maas-Nord, als Vorsitzender des Präsidiums der Arbeitsgemeinschaft fußgänger- und fahrradfreundlicher Städte, Gemeinden und Kreise in Nordrhein-Westfalen und als stellvertretender Verbandsvorsteher des Verkehrsverbunds Rhein-Ruhr. Bei den Koalitionsverhandlungen zur Koalition zwischen SPD und CDU 2025 auf Bundesebene war Meyer Teil der Verhandlungsteams im Bereich „Haushalt, Finanzen und Steuern“.

### Oberbürgermeister von Krefeld

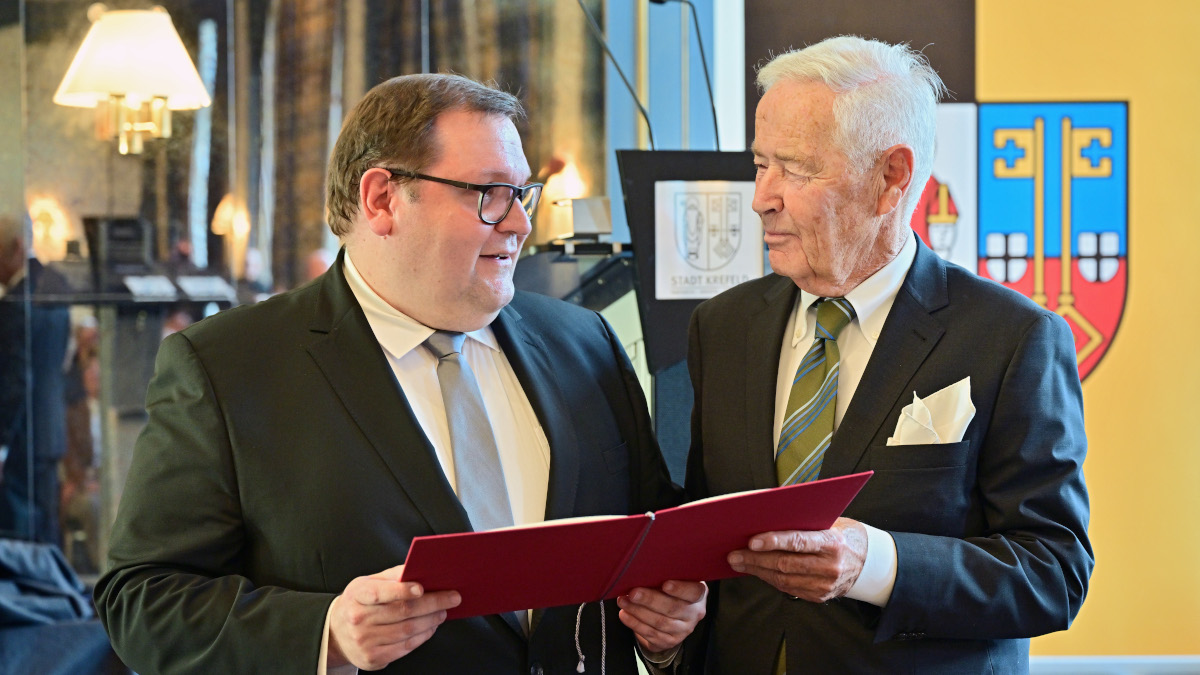
Frank Meyer überreicht Dieter Pützhofen die Ehrenbürgerschaft der Stadt Krefeld (2023)

Seit dem 21. Oktober 2015 ist er Oberbürgermeister der Stadt Krefeld. Der Sozialdemokrat siegte am 27. September 2015 in der Stichwahl mit 63,85 Prozent gegen den Kandidaten der CDU, Peter Vermeulen.
Im ersten Wahlgang am 13. September 2015 hatte er 45,03 Prozent erreicht, Vermeulen 35,13 Prozent und Thorsten Hansen (Bündnis 90/Die Grünen) 14,96 Prozent.
Damit wurde Frank Meyer nach Josef Hellenbrock (1956–1961) und Willi Wahl (1989–1994) zum dritten SPD-Oberbürgermeister in Krefeld seit dem Zweiten Weltkrieg.
Bei der Kommunalwahl 2020 trat Frank Meyer erneut an und erreichte im ersten Wahlgang am 13. September 43,4 % der Stimmen. Die Stichwahl gegen die CDU-Kandidatin Kerstin Jensen gewann er zwei Wochen später mit 62,4 % der Stimmen.
Neben dem Amt des Oberbürgermeisters ist Frank Meyer seit 2018 auch Kulturdezernent der Stadt Krefeld.
Für die Kommunalwahlen in Nordrhein-Westfalen 2025 im September 2025 hat er seine erneute Kandidatur angekündigt. Seine Partei nominierte ihn im Juni 2025 für diese Kandidatur.